# 이누이 다카시
이누이 다카시(일본어: 乾 貴士, 1988년 6월 2일 ~ )는 일본의 축구 선수로, 현재 J1리그의 시미즈 에스펄스에서 뛰고 있다. 포지션은 공격형 미드필더이며, 팀내의 플레이 메이커 역할을 맡고있다. 재빠른 드리블과 날카롭고 정확한 스루패스가 특징이다.

## 클럽 경력
2004년 시가현의 시가 현립 야스 고등학교에 입학하였으며, 공격수의 역할을 했다. 2005년에는 1학년인 쿠스카미 쥰페이, 아오키 코다와 2학년 동급생인 다나카 유다이와 함께 전국고등학교 축구 선수권 대회에 출전하여 우승했다. 이누이는 일본 U-21의 국가대표 선수였으며, 선수권 대회에서, 2경기 교체출장하였다.

### 요코하마 F 마리노스
2007년 일본의 1부리그인 J리그 디비전 1의 요코하마 F 마리노스에 입단하였다. 요코하마 FC와 상대로 첫 경기를 가졌지만, 당시 요코하마의 두터운 선수진에 막혀 출전 기회를 여러번 놓쳤으며, 결국 당시 2부리그였던 J리그 디비전 2의 세레소 오사카로 임대되어, 카가와 신지와 좋은 호흡을 보여줬다. 팀은 1부리그로 승격하진 못했지만, 이누이는 세레소 오사카로 이적하게 됐다.

### 세레소 오사카
2008년 6월, 이누이가 이적후, 2009년 5월 23일에는 아비스파 후쿠오카와 11월 8일엔 자스파구사쓰 군마를 상대로 4골을 넣어 헤트트릭을 달성하여, 팀이 4년만에 1부리그에 승격시키는데 큰 공헌을 하였다.

### VfL 보훔
2011년 8월 1일에 독일의 2부리그인 2. 푸스발-분데스리가의 VfL 보훔에 50만€와 3년 계약으로 이적하여, 유럽진출에 성공하게 된다.
같은해 8월 12일 장크트 파울리를 상대로 세컨드 스트라이커로 출전했지만, 그경기는 1대2로 패배했다.
같은해 12월 10일, 포르투나 뒤셀도르프를 상대로 선발 출전하여, 전반 37분에 골을 넣어, 분데스리가2 에서의 첫 득점을 하였다. 하지만 후반 28분 독일의 사샤 뢰슬러의 골로 경기는 1대1로 무승부로 끝났다. 그후에도 주전으로 리그의 30경기를 선발출전하여 6골을 더넣는 활약을 했지만, 팀은 1부리그로 승격하는데 실패했다.

### 아인트라흐트 프랑크푸르트
2012년 6월 25일, 독일의 1부리그인 분데스리가의 아인트라흐트 프랑크푸르트로 120만€의 이적료와 함께 이적했다.
같은해 9월 16일, 홈에서 함부르크를 상대로 선발출전하여, 전반 13분에 골을넣어, 개인통산 분데스리가 첫 골을 넣었다. 그경기는 함부르크의 손흥민의 골과 함께 더불어 3대2로 승리했다. 이후 다음 두경기인 뉘른베르크와 도르트문트를 상대로 골을넣어, 총 3경기 연속으로 득점을하여, 팀의, 유로파리그 2013-14 출전권을 획득하는데 기여했다.
2013-14 시즌의 초반엔 주전으로 활약하였으나 점차 주전 자리에서 밀렸고 리그 14경기 0득점으로 시즌을 마쳤다. 2014-15 시즌엔 리그 27경게 출전하여 1골을 기록하였다.

### 에이바르
2015년 8월 26일 스페인의 SD 에이바르로 이적하였다.

## 국가대표팀 경력
2009년 1월 20일, 카나자키 무와 함께 구마모토에서 있던 카타르 아시안컵 예선에서 예멘을 상대로 후반 34분, 다나카 다쓰야와 교체되어, A매치 첫 경기를 가졌으며, 그경기는 2대1로 이겼다.
2014년 11월 14일, 온두라스와의 경기에서 무토 요시노리와 교체출장하여, 2골을 넣어, A매치 첫 득점이자, A매치 첫 멀티골을 기록했다.
이누이는 하비에르 아기레감독이 이끄는 2015년 AFC 아시안컵의 일본 대표팀 명단에 들었다. 팔레스타인을 상대로 선발출전하였으며, 후반전이 시작하자마자 기요타케 히로시와 교체되었다. 그 후에도 요르단과 UAE를 상대로 선발출전 하였다.
그는 2018년 FIFA 월드컵에 참가할 국가대표팀에도 발탁되었으며, 4경기에 출전, 2득점, 16강 진출. 2019년 AFC 아시안컵 준우승에도 기여했다. 그는 2019년까지 국제 A매치 통산 36경기에 출전, 6득점을 넣었다.

## 통계

### 클럽
2019년 6월 20일 기준
| 클럽                      | 시즌      | 리그 | 리그 | 컵1  | 컵1  | 리그컵2 | 리그컵2 | 대륙3 | 대륙3 | 합계 | 합계 |
| 클럽                      | 시즌      | 출장 | 득점 | 출장 | 득점 | 출장    | 득점    | 출장  | 득점  | 출장 | 득점 |
| ------------------------- | --------- | ---- | ---- | ---- | ---- | ------- | ------- | ----- | ----- | ---- | ---- |
| 요코하마 F. 마리노스      | 2007      | 7    | 0    | 0    | 0    | 3       | 0       | -     | -     | 10   | 0    |
| 요코하마 F. 마리노스      | 2008      | 0    | 0    | -    | -    | 3       | 0       | -     | -     | 3    | 0    |
| 요코하마 F. 마리노스      | 합계      | 7    | 0    | 0    | 0    | 6       | 0       | 0     | 0     | 13   | 0    |
| 세레소 오사카             | 2008      | 20   | 6    | 2    | 0    | -       | -       | -     | -     | 22   | 6    |
| 세레소 오사카             | 2009      | 47   | 20   | 1    | 1    | -       | -       | -     | -     | 48   | 21   |
| 세레소 오사카             | 2010      | 33   | 4    | 2    | 1    | 6       | 0       | -     | -     | 41   | 5    |
| 세레소 오사카             | 2011      | 14   | 5    | -    | -    | -       | -       | 7     | 4     | 21   | 9    |
| 세레소 오사카             | 합계      | 114  | 35   | 5    | 2    | 6       | 0       | 7     | 4     | 132  | 41   |
| VfL 보훔                  | 2011–12   | 30   | 7    | 2    | 0    | -       | -       | -     | -     | 32   | 7    |
| VfL 보훔                  | 합계      | 30   | 7    | 2    | 0    | -       | -       | -     | -     | 32   | 7    |
| 아인트라흐트 프랑크푸르트 | 2012–13   | 33   | 6    | 1    | 0    | -       | -       | -     | -     | 34   | 6    |
| 아인트라흐트 프랑크푸르트 | 2013–14   | 14   | 0    | 2    | 1    | -       | -       | 6     | 1     | 22   | 2    |
| 아인트라흐트 프랑크푸르트 | 2014–15   | 27   | 1    | 2    | 0    | -       | -       | 0     | 0     | 29   | 1    |
| 아인트라흐트 프랑크푸르트 | 2015–16   | 1    | 0    | 1    | 0    | —       | —       | 0     | 0     | 2    | 0    |
| 아인트라흐트 프랑크푸르트 | 합계      | 75   | 7    | 6    | 1    | —       | —       | 6     | 1     | 87   | 9    |
| SD 에이바르               | 2015–16   | 27   | 3    | 2    | 0    | —       | —       | —     | —     | 29   | 3    |
| SD 에이바르               | 2016–17   | 28   | 3    | 2    | 0    | —       | —       | —     | —     | 30   | 3    |
| SD 에이바르               | 2017–18   | 34   | 5    | 1    | 0    | —       | —       | —     | —     | 35   | 5    |
| SD 에이바르               | 합계      | 89   | 11   | 5    | 0    | —       | —       | —     | —     | 94   | 11   |
| 레알 베티스               | 2018–19   | 8    | 0    | 2    | 0    | —       | —       | 4     | 0     | 14   | 0    |
| 알라베스 (임대)           | 2018–19   | 12   | 2    | 0    | 0    | —       | —       | 0     | 0     | 12   | 2    |
| 통산 합계                 | 통산 합계 | 335  | 62   | 20   | 3    | 12      | 0       | 17    | 5     | 384  | 70   |

1천황배 컵과 DFB-포칼, 코파 델 레이를 포함.
2J리그컵를 포함.
3AFC 챔피언스리그와 UEFA 유로파리그를 포함.

### 국가대표팀
| 일본 | 일본 | 일본 |
| 연도 | 출전 | 득점 |
| ---- | ---- | ---- |
| 2009 | 1    | 0    |
| 2010 | 2    | 0    |
| 2011 | 0    | 0    |
| 2012 | 3    | 0    |
| 2013 | 6    | 0    |
| 2014 | 2    | 2    |
| 2015 | 5    | 0    |
| 2016 | 0    | 0    |
| 2017 | 6    | 0    |
| 2018 | 6    | 4    |
| 2019 | 5    | 0    |
| 통산 | 36   | 6    |

### 국가대표팀 득점
| 골 | 날짜            | 장소                                             | 상대     | 점수 | 결과 | 대회                          |
| -- | --------------- | ------------------------------------------------ | -------- | ---- | ---- | ----------------------------- |
| 1. | 2014년 11월14일 | 일본, 도요타시 도요타 스타디움                   | 온두라스 | 1-0  | 6-0  | 기린컵 2014 (친선경기로 간주) |
| 2. | 2014년 11월14일 | 일본, 도요타시 도요타 스타디움                   | 온두라스 | 2-0  | 6-0  | 기린컵 2014 (친선경기로 간주) |
| 3. | 2018년 6월12일  | 오스트리아, 인스부르크 티볼리 노이               | 파라과이 | 1-1  | 4-2  | 친선경기                      |
| 4. | 2018년 6월12일  | 오스트리아, 인스부르크 티볼리 노이               | 파라과이 | 2-1  | 4-2  | 친선경기                      |
| 5. | 2018년 6월24일  | 러시아, 예카테린부르크 예카테린부르크 중앙경기장 | 세네갈   | 1-1  | 2-2  | 2018년 러시아 월드컵          |
| 6. | 2018년 7월2일   | 러시아, 로스토프 로스토프 아레나                 | 벨기에   | 2-0  | 2-3  | 2018년 러시아 월드컵          |